# Vodikova črta
Vodikova črta ali 21 centimetrska črta je črta na spektru elektromagnetnega valovanja, ki jo ustvari sprememba v energetskem stanju nevtralnih vodikovih atomov. To elektromagnetno sevanje je pri točni frekvenci 1420,40575177 MHz, kar je enakovredno valovni dolžini v vakuumu 21,10611405413 cm. To valovno dolžino pogosto opazujejo v radijski astronomiji, ker lahko to valovanje prebije ogromne oblake medzvezdnega prahu, ki so neprosoji za vidno svetlobo.